# Маяк Степпинг-Стоунз
Маяк Степпинг-Стоунз (англ. Stepping Stones Light) — маяк, расположенный в проливе Лонг-Айленд недалеко от города Кингс-Пойнт, округ Нассо, штат Нью-Йорк, США. Построен в 1877 году. Автоматизирован в 1967 году.

## История
Навигация в проливе Лонг-Айленд всегда была очень интенсивной, а скалы около города Кингс-Пойнт представляли серьёзную опасность. В 1866 году Конгресс США выделил 6600$ на строительство маяка на острове Харт. Однако владелец острова запросил цену в 25 000 $, и, учитывая постоянную эрозию острова, этот вариант посчитали нецелесообразным, решив построить маяк непосредственно на скалах. 10 июня 1872 Конгресс дополнительно выделил 50 000 $ на строительство маяка и искусственного острова. Строительные работы были завершены 1 марта 1877 года. Сам маяк был построен по тому же проекту, что и маяк Хадсон — Атенс. Он представлял собой двухэтажный кирпичный дом с мансардной крышей в стиле Второй империи на гранитном фундаменте, к которому по центру западной стороны примыкала квадратная башня маяка высотой 14 метров. На майке была установлена линза Френеля и противотуманный сигнал. В 1967 году Береговая охрана США автоматизировала маяк. В настоящее время в доме смотрителя идут ремонтные работы, предполагается, что по их окончании, там будет музей.
В 2005 году он был включен в Национальный реестр исторических мест.